# 川本信彦 (コニカ)
川本 信彦（かわもと のぶひこ、1917年3月29日 - 2011年8月21日）は、日本の経営者。小西六写真工業(現在のコニカミノルタ)社長、会長を務めた。兵庫県出身。

## 経歴
1939年に京都帝国大学経済学部を卒業し、同年に三菱銀行に入行。
1968年5月に小西六写真工業取締役に就任し、1970年5月に常務、1973年11月に専務を経て、1978年12月に副社長に就任し、1979年12月には社長に昇格。1983年12月から1989年3月までに会長を務めた。
2011年8月21日老衰のために死去。94歳没。